# Custique
Custique är en ort i Mexiko.   Den ligger i kommunen Villa Hidalgo och delstaten Jalisco, i den centrala delen av landet, 400 km nordväst om huvudstaden Mexico City. Custique ligger 1 787 meter över havet och antalet invånare är 156.
Terrängen runt Custique är huvudsakligen en högslätt. Custique ligger nere i en dal. Runt Custique är det ganska glesbefolkat, med 42 invånare per kvadratkilometer. Närmaste större samhälle är Villa Hidalgo, 11,8 km nordväst om Custique. I omgivningarna runt Custique växer huvudsakligen savannskog.